# Émile Lenoël
Émile Lenoel est un homme politique français né le 23 mars 1827 à Carentan (Manche) et décédé le 23 octobre 1893 à Paris.

## Biographie
Docteur en droit, avocat à Paris en 1848 et obtient son doctorat le 28 août 1849, il est chef de cabinet du ministre de l'Intérieur en 1851. Opposant au coup d'État du 2 décembre 1851, il reprend sa profession d'avocat et achète en 1852 la charge d'avocat au conseil d'État et à la cour de cassassion. En 1855, il l'abandonne pour officier à la Cour d'appel. En 1865, il est conseiller d'arrondissement dans la Manche, et candidat d'opposition aux élections de 1869 mais est battu par le candidat officiel Louis Auvray, avec 10 679 voix contre 17 719. Nommé préfet de la Manche après le 4 septembre 1870, il devient représentant de la Manche en février 1871. Il siège au centre-gauche et fait preuve d'une très grande activité parlementaire. Il est élu maire de Montmartin-en-Graignes de 1872 à 1874. Il le sera aussi de mai à juin 1888 mais il laissera cette fonction car il est réélu sénateur. Battu aux élections législatives de 1876, il devient de mars à mai 1877, directeur des affaires criminelles et des grâces au ministère de la Justice. Il est sénateur de la Manche de 1879 à 1893, et brièvement vice-président du Sénat, de mai à octobre 1893.

## Sources
- « Émile Lenoël », dans Adolphe Robert et Gaston Cougny, Dictionnaire des parlementaires français, Edgar Bourloton, 1889-1891 [détail de l’édition]
- « Émile Lenoël », dans le Dictionnaire des parlementaires français (1889-1940), sous la direction de Jean Jolly, PUF, 1960 [détail de l’édition]